# Бошко Жунић
Бошко Жунић (Книн, 12. децембар 1920 — Тјентиште, код Фоче, 7. јун 1943) био је учесник Народноослободилачке борбе и народни херој Југославије.

## Биографија
Пре Другог светског рата је најпре учио лимарски занат у Београду, а потом месарски у Книну.
Учесник Народноослободилачке борбе је од почетка 1942. године. Члан Комунистичке партије Југославије је од новембра 1942. године.
Погинуо је 7. јуна 1943. године, изнад Тјентишта, у току битке на Сутјесци, као командир чете у Другом батаљону Друге далматинске ударне бригаде.
За народног хероја проглашен је 23. јула 1952. године.